# 熊維典
熊維典（？—17世紀），字約生，江西建昌府南城縣人，明朝、南明政治人物。

## 生平
天啟七年（1627年），熊維典中式丁卯科江西鄉試舉人，崇禎四年（1631年）中進士，大理寺观政，授绩溪县知县，七年调任无锡县，保留绩溪县。九年任應天府乡试同考官，十年举卓异，十一年钦选户科给事中，歷任兵科、禮科、吏科給事中，曾檢舉商周祚徇私枉法。
弘光時，改任戶科都給事中，監督及催促浙江兵餉與金花錢糧，查核南糧官員侵吞五萬兩，並上疏民窮差煩，恐怕滋生事端，請求暫停催餉。不久，他彈劾朱統𨰥飛章告密與廠衛宦官貽害，未得理會；隆武帝繼位，同期起用他和楊錫璜、吳應琦，升任大理左少卿，轉為太常卿，管理南安、九江義兵糧餉，江西失陷後隱居直到去世。

## 引用
1. ↑  《崇祯四年辛未科三百五十名进士履历》：熊維典，約生，诗五房，己酉十月二十八日生。建昌人，丁卯八十二，会十七，三甲九十三名。大理寺政，授绩溪知县，甲戌调无锡，保留绩溪县，丙子應天同考，丁丑卓异，戊寅钦选户科给事中。曾祖國清。祖天祐。父希鳳，乡饮宾、封知县。
2. 1 2  錢海岳《南明史·卷四十四·列傳第二十》：維典，字約生，南城人。崇禎四年進士。歷兵、禮、吏科給事中。糾商周祚徇私。弘光時，遷戶科都給事中，督催浙江兵餉、金花錢糧，覈南漕吏侵匿五萬金。疏以民窮差煩，恐滋驛騷，請停催餉各差。
3. ↑  欽定四庫全書《江西通志·卷五十五·選舉七》：天啟七年丁卯鄉試（舉人）……熊維典 建昌人
4. ↑  錢海岳《南明史·卷四十四·列傳第二十》：紹宗即位，（楊錫璜）與熊維典、吳應琦同召。……又劾統𨰥，「目前大勢，偏安不可恃。兵餉戰守」四字，改為「異同恩怨」四字。一二人之用舍，始以勳臣，終以方鎮，惟筆舌之是爭，可笑也。且以匿名而逐舊臣，疏賤而參宰輔。飛章告密，端自此始。末及廠衛內臣之害。不報。福京陞大理左少卿，轉太嘗卿，管理南九義兵餉。江西陷，隱居卒。